# Affaire Amina El Filali
 (mai 2014).
L'affaire Amina El Filali (également Amina Filali) concerne une jeune fille marocaine qui, après avoir été violée à 15 ans, avait été forcée d'épouser son violeur par sa famille un an après. Pour ne pas être obligée de vivre auprès de celui-ci, elle se suicide le 10 mars 2012,.
Un documentaire de Hind Bensari, tourné en 2014, 475 : Break the Silence, est salué par la critique, bat des records d'audience sur 2M TV et suscite le débat sur cette loi. Un film est ensuite réalisé en sa mémoire, sorti en salle en 2015, intitulé Les Griffes du passé.
Son suicide a fortement relancé le débat au Maroc sur le droit des femmes et sur les relations hommes-femmes touchant à la sexualité,.

## Le suicide
Le 10 mars 2012, Amina El Filali s'est donné la mort en ingérant de la mort aux rats. Selon ses proches, elle a été contrainte en 2011 d'épouser son violeur sous la pression de la famille afin qu’il n'encoure pas les peines relatives au viol sur mineure nubile en vertu de l'article 475 du code pénal qui donnait l'impunité au violeur qui épouse sa victime. Une fois mariée, elle tente de porter plainte pour violences conjugales, sans succès.
Les faits ont été corroborés par le porte-parole du gouvernement et ministre de la communication Mustapha El Khalfi : « Cette fille a été violée deux fois, la dernière quand elle a été mariée. Il faut étudier d'une manière approfondie cette situation avec la possibilité d'aggraver les peines dans le cadre d'une réforme de l'article. Nous ne pouvons pas ignorer ce drame ».
Selon certaines sources journalistiques et gouvernementales , la jeune fille aurait fréquenté son agresseur envers lequel la famille souhaitait un mariage, faits utilisés par la justice pour se dédouaner du viol sur mineur et du détournement de mineure.

## Réactions gouvernementale et internationale
Bassima Hakkaoui, ministre de la Solidarité, de la Femme, de la Famille et du Développement social, a déclaré que « l'article 475 du code pénal ne risque pas d'être abrogé, du jour au lendemain, sous la pression de l'opinion publique internationale. Parfois le mariage de la violée à son violeur ne lui porte pas un réel préjudice ».
L'ensemble des représentations internationales, y compris le Parlement européen, ont condamné la lecture faite de la loi marocaine et l'absence d'application des droits de l'enfant.

## Contexte juridique
La loi marocaine criminalise, par l'article 486 du code pénal qui condamne de 5 à 20 années d'emprisonnement, le viol, et par l'article 475 du code pénal, le détournement de mineure de 1 à 5 ans d'emprisonnement. Avant 2014, cet article permettait l'abandon des poursuites dans ce dernier cas si le responsable du détournement épousait la mineure détournée (cas d'Amina El Filali): "Lorsqu'une mineure nubile ainsi enlevée ou détournée a épousé son ravisseur, celui-ci ne peut être poursuivi que sur la plainte des personnes ayant qualité pour demander l'annulation du mariage et ne peut être condamné qu'après que cette annulation du mariage a été prononcée",. À la suite des débats suscités par le suicide d'Amina Filali, l'article 475 a été modifié, et indique aujourd'hui simplement: « Quiconque, sans violences, menaces ou fraudes, enlève ou détourne, ou tente d'enlever ou de détourner, un mineur de moins de dix-huit ans, est puni de l'emprisonnement d'un à cinq ans et d'une amende de 200 à 500 dirhams. » 
Alors que l'article 475 du code pénal s'applique à toutes les formes de détournement, l'article 486 ne condamne que les viols commis par des hommes sur des femmes. L'article 489 quant à lui condamne de 6 mois à 3 ans de prison les relations homosexuelles entre adultes consentants. L'article 491 condamne d'un à deux ans de prison l'adultère.

## Table ronde du 24 mars 2012
Le 24 mars 2012 a été organisée une table ronde avec la participation de la ministre Bassima Hakkaoui, Najia Abib (présidente de l'association Ne touche pas à mes enfants), Khadija Riyadi (présidente de l'Association marocaine des droits humains), Mustapha Bouhendi (islamologue), le député Mohammed Hammami (Larache), ainsi que les parents et la sœur d'Amina El Filali. Le violeur, Mustapha Fellaq, invité à cette table ronde, a décliné l'invitation.
L'islamologue Mustapha Bouhenda, interrogé sur le regard religieux de l'islam comparé à la légitimité pour la musulmane d'épouser son violeur, a indiqué que les textes sacrés de l'islam ne sont en aucun cas à l'origine de cet article de loi, et réfuté cette possibilité nullement mentionnée dans les textes sacrés de l'islam.